# Thyrinteina schadeana
Thyrinteina schadeana là một loài bướm đêm trong họ Geometridae.